# Moses McNeil
Moses McLay McNeil (* 29. Oktober 1855 in Rhu; † 9. April 1938 in Dumbarton) war ein schottischer Fußballspieler. Er war einer der Gründerväter der Glasgow Rangers und der erste Rangers-Spieler, der für Schottland spielte.

## Frühe Lebensjahre
Moses McNeil wurde 1855 in Rhu an der Ostseite des Gare Loch geboren. Sein Vater John war Gärtner auf Belmore House, das sich seit 1940 auf dem Gebiet des Marinestützpunkts Faslane-on-Clyde der Royal Navy befindet. Seine Mutter Jean stammte aus Downpatrick in Ulster. Moses hatte zehn Geschwister, von denen zwei im Säuglingsalter starben. Seine Brüder Henry und Peter waren ebenfalls Fußballspieler.

## Karriere im Fußball
Zusammen mit seinem Bruder Peter und den Freunden Peter Campbell und William McBeath war er im Jahr 1872 einer der Gründer der Glasgow Rangers. Die erste Partie dieses Teams fand unter dem Namen „Argyle“ im Mai 1872 in Flesher’s Haugh gegen den FC Callander statt und endete mit einem torlosen 0:0. Die offizielle Gründung fand am 15. Juli 1873 unter dem Namen Glasgow Rangers statt.
Er spielte in den folgenden zehn Jahren für den Verein, den er mitbegründet hatte. Er spielte als Stürmer auf dem linken Flügel als Außenläufer und machte seine kleine Statur mit Aggressivität, einer guten Ballkontrolle, und Dribblings wett. Ende 1875 verließ er den Verein jedoch für einige Monate, um zusammen mit seinem Bruder Henry beim FC Queen’s Park zu spielen, nachdem die „Spiders“  krankheitsbedingt auf Angus MacKinnon verzichten mussten und Moses verpflichteten. Nach seiner Rückkehr war er Teil der Rangers-Mannschaft, die zum ersten Mal in der Vereinsgeschichte in das Schottische Pokalfinale einzog. Im 2. Wiederholungsfinale unterlagen die Rangers am 13. April 1877 gegen den FC Vale of Leven mit 2:3.
1879 stand er mit den Rangers erneut im Endspiel gegen Vale of Leven. Nach einem 1:1 im ersten Spiel traten die Rangers zum Wiederholungsfinale nicht an, womit Vale of Leven durch Walkover den Pokal gewann. Im selben Jahr gewann er mit den Rangers die erste Trophäe in der Vereinsgeschichte, nachdem der Glasgow Merchants Charity Cup gegen Vale of Leven gewonnen wurde.
Er war der erste Rangers-Spieler, der für die Schottische Nationalmannschaft spielte. Am 25. März 1876 stand er bei einem 4:0-Sieg gegen Wales im Hamilton Crescent zusammen mit seinem Bruder Henry, der ein Tor erzielte, auf dem Platz. 1880 wurde er erneut eingesetzt, als Schottland England mit 5:4 im First Hampden Park besiegte.
McNeils letzter Auftritt für die Rangers war am 30. September 1882 bei einer Niederlage in der 2. Runde des schottischen Pokals gegen Queen’s Park. Nach seiner aktiven Karriere als Spieler war er einige Zeit Mitglied des Gremiums der Rangers. Er konzentrierte sich jedoch auf seinen Beruf als Handelsreisender.

## Späteres Leben
Die letzten Jahre seines Lebens verbrachte Moses bei seiner Schwester Isabella († 1935) in Clynder. Er starb drei Jahre später im Alter von 82 Jahren in Dumbarton an einem Herzleiden. Er wurde auf dem Friedhof von Rosneath beerdigt. Am 28. Juni 2015 wurde auf dem Rosneath-Friedhof im Rahmen einer Einweihungszeremonie eine Gedenktafel mit dem Namen von Moses McNeil enthüllt.

## Sportler
Moses McNeil galt als „geborener Athlet“. Kräftig und stämmig gebaut, war er für sein Tempo und seine Ausdauer bekannt. Er lief Halbe-Meile-Rennen und war ein begeisterter Ruderer.